# Georg Fischler
Pour les articles homonymes, voir Fischler.
Georg Fischler, né le 3 juillet 1985 à Hall en Tyrol, est un lugeur autrichien ayant pris part à des compétitions dans les années 2000 et 2010. Avec son coéquipier Peter Penz, il compose l'une des meilleurs duo en biplace masculin à partir de 2007. Régulièrement dans le top 10 mondial lors des championnats du monde et des coupes du monde (où il compte des podiums dans les épreuves de coupe du monde), il a remporté une médaille d'argent en 2009 et une médaille de bronze en 2007 lors des mondiaux dans l'épreuve par équipes avec l'Autriche.

## Palmarès

### Jeux olympiques d'hiver
- médaille d'argent en double en 2018.
- médaille de bronze par équipe en 2018.

### Championnats du monde
- : Médaille d'argent en double en 2015.
- : Médaille d'argent en sprint en 2016 et 2017.
- : Médaille d'argent par équipe en 2009.
- : Médaille de bronze en double en 2012.
- : Médaille de bronze par équipe en 2007.

### Coupe du monde
- 40 podiums en double : 
  - en double : 3 victoires, 15 deuxièmes places et 18 troisièmes places.
  - en sprint : 1 victoire, 3 deuxièmes places.
- 12 podiums en relais :  4 deuxièmes places et 8 troisièmes places.

### Championnats d'Europe de luge
- : Médaille d'or en double en 2012.
- : Médaille d'argent en double en 2015.
- : Médaille de bronze en double en 2013 et 2016.